# Alce (Celtiberia)

Idiomas en la península ibérica prerromana,
alrededor del 200 a. C.

Idiomas en la península ibérica en el 300 a. C.

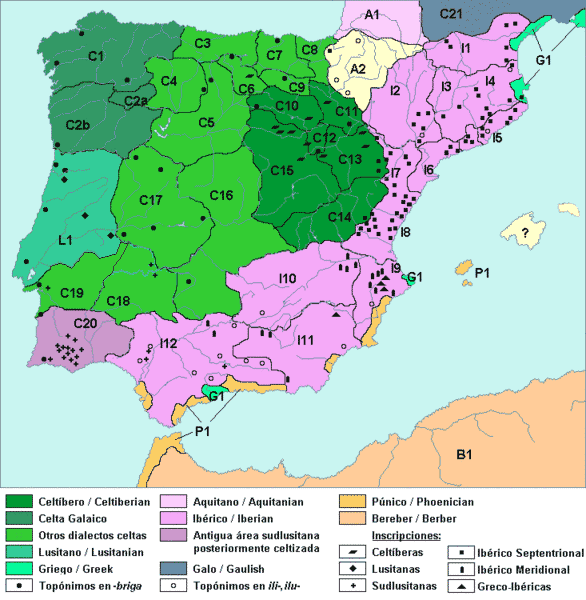
Familias lingüísticas de la península ibérica antes de la romanización
C1: Galaicos / C2b: Brácaros / C3: Cántabros / C4: Astures / C5: Vacceos / C6: Turmogos / C7: Autrigones-Caristios / C8: Várdulos / C9: Berones / C10: Pelendones / C11: Belos / C12: Lusones / C13: Titos / C14: Olcades / C15: Arévacos / C16: Carpetanos / C17: Vetones / C18-C19: Célticos / C20: Conios / L1: Lusitanos / I1: Ceretanos / I2: Ilergetes / I3: Lacetanos / I4: Indigetes / I5: Layetanos / I6: Ilercavones / I7: Sedetanos / I8: Edetanos / I9: Contestanos / I10: Oretanos / I11: Bastetanos / I12: Turdetanos / G21: Galos / G1: Griegos / P1: Fenicios/Cartagineses / B1: Bereberes.

Alce fue una población de Celtiberia de cuya existencia se tiene constancia gracias la información transmitida por Tito Livio al narrar la campaña militar de Graco durante el 179 a. C. en el interior peninsular. 
No se han encontrado hasta ahora elementos arqueológicos tales como miliarios, epígrafes o monedas que nos permitan establecer sin ningún género de dudas la ubicación actual de esta ciudad por lo que es necesario recurrir a la interpretación de ambas fuentes clásicas para determinar su localización. Debido a que el referido relato de Tito Livio ha sido objeto de diferentes valoraciones a lo largo del tiempo y que tampoco ha sido unánime la equivalencia de la Alces del Itinerario con la Alce indicada por Livio, las propuestas para situar geográficamente esta población han sido diversas con el tiempo.

### Teoría B

Mapa de los territorios prerromanos en Hispania con indicación de diversas hipótesis para la localización de Alce fuera de la zona entre las actuales provincias de Toledo y Ciudad Real

#### Entre Tudela (Navarra) y Tarazona (Zaragoza)

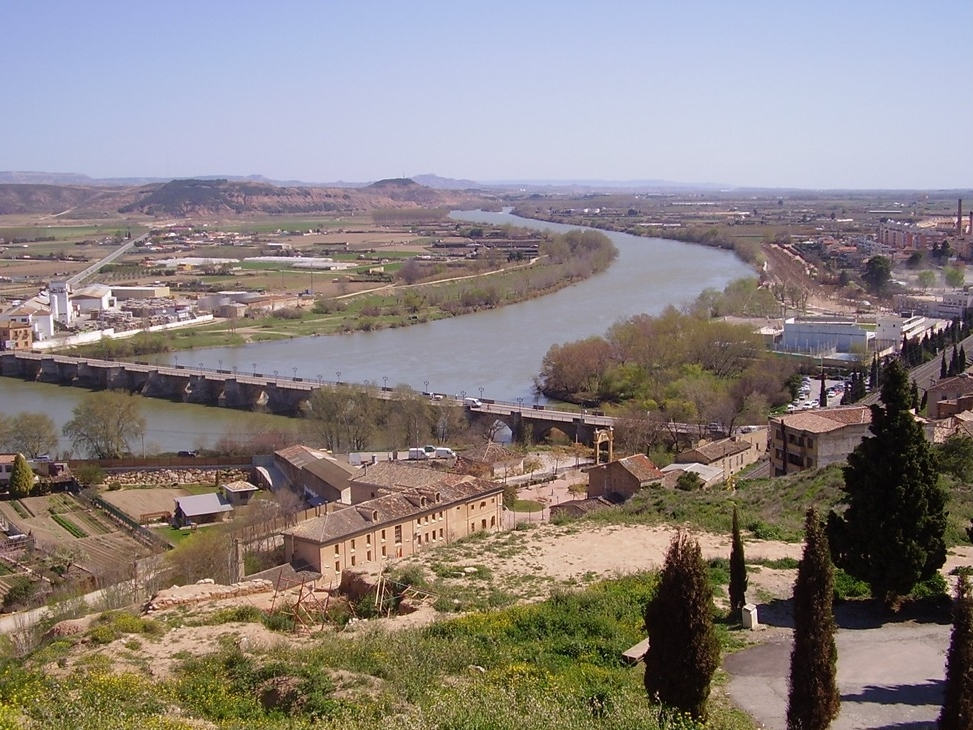
Río Ebro a su paso por Tudela.

#### Sagunto (Valencia)

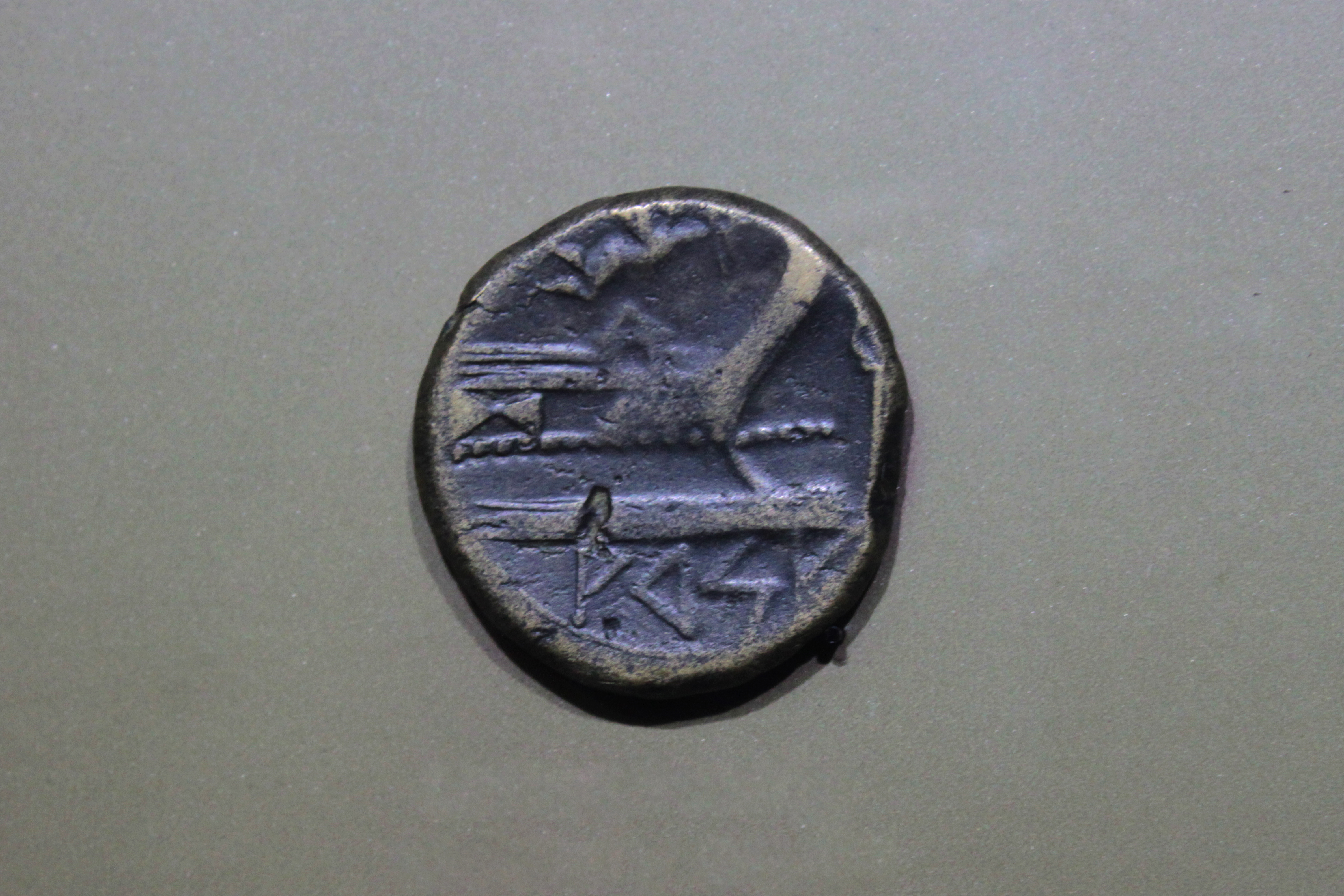
Unidad y media de Arse de los años 133 al 75 a. C. mostrando un cadúceo y el nombre de la ciudad en alfabeto ibero.

#### Árchez (Málaga)

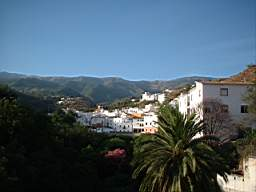
Árchez.